# Finale di European Rugby Champions Cup 2016-2017
La finale di European Rugby Champions Cup 2016-17 fu la gara di assegnazione del titolo di campione della 22ª edizione della massima competizione europea per club di rugby a 15.
Si tenne il 13 maggio 2017 allo stadio di Murrayfield a Edimburgo la francese Clermont e l'inglese Saracens, campione uscente: fu quest'ultima, vincendo 28-17, a imporsi campione europea per la seconda volta, assoluta e consecutiva.

## Il percorso dei club finalisti

### Clermont
Clermont passò ai play-off come la prima delle qualificate, grazie ai suoi 26 punti su trenta e un bonus point incassato in ogni gara: a un prorompente inizio in Inghilterra con vittoria 35-8 su Exeter fece seguito il 49-33 nel derby francese contro Bordeaux, per poi incontrare la prima, e unica, battuta d'arresto a Belfast per mano di Ulster vincitore 39-32; risultato ribaltato nel ritorno, quando la compagine irlandese fu regolata 38-19.
Di misura, e senza mete, la vittoria 9-6 a Bordeaux che valse la qualificazione, poi puntellata con il 48-26 su Exeter in chiusura di girone, che eliminò gli inglesi dalla corsa play-off e diede la matematica certezza a Clermont di passare come migliore delle prime classificate.
Equilibrato solo nel primo tempo il derby al Michelin contro Tolone nei quarti di finale, risolto con due mete negli ultimi venti minuti e vinto 29-9; più elaborata la semifinale contro Leinster, decisa per 27-22 ma con gli irlandesi in gioco fino al termine grazie a una meta trasformata e un calcio che avevano ridotto lo svantaggio da -15 a -5 negli ultimi 10 minuti.

### Saracens
La squadra detentrice iniziò la campagna a Tolone vincendo 31-23 per poi affrontare in Gran Bretagna tutti gli altri impegni: dopo le vittorie interne 44-26 contro la gallese Scarlets e la connazionale Sale Sharks 50-3, restituì la visita al club della Grande Manchester vincendo 24-10 in trasferta e stabilendo il record di 13 vittorie consecutive in Champions Cup contando anche quelle dell'edizione precedente; serie interrotta a Llanelli, dove Saracens incontrò la sua unica parziale battuta d'arresto impattando 22-22 nel ritorno contro Scarlets; Tolone, che restituì la visita all'ultima giornata, fu battuto 10-3 quando il passaggio ai quarti era già matematico per entrambe.

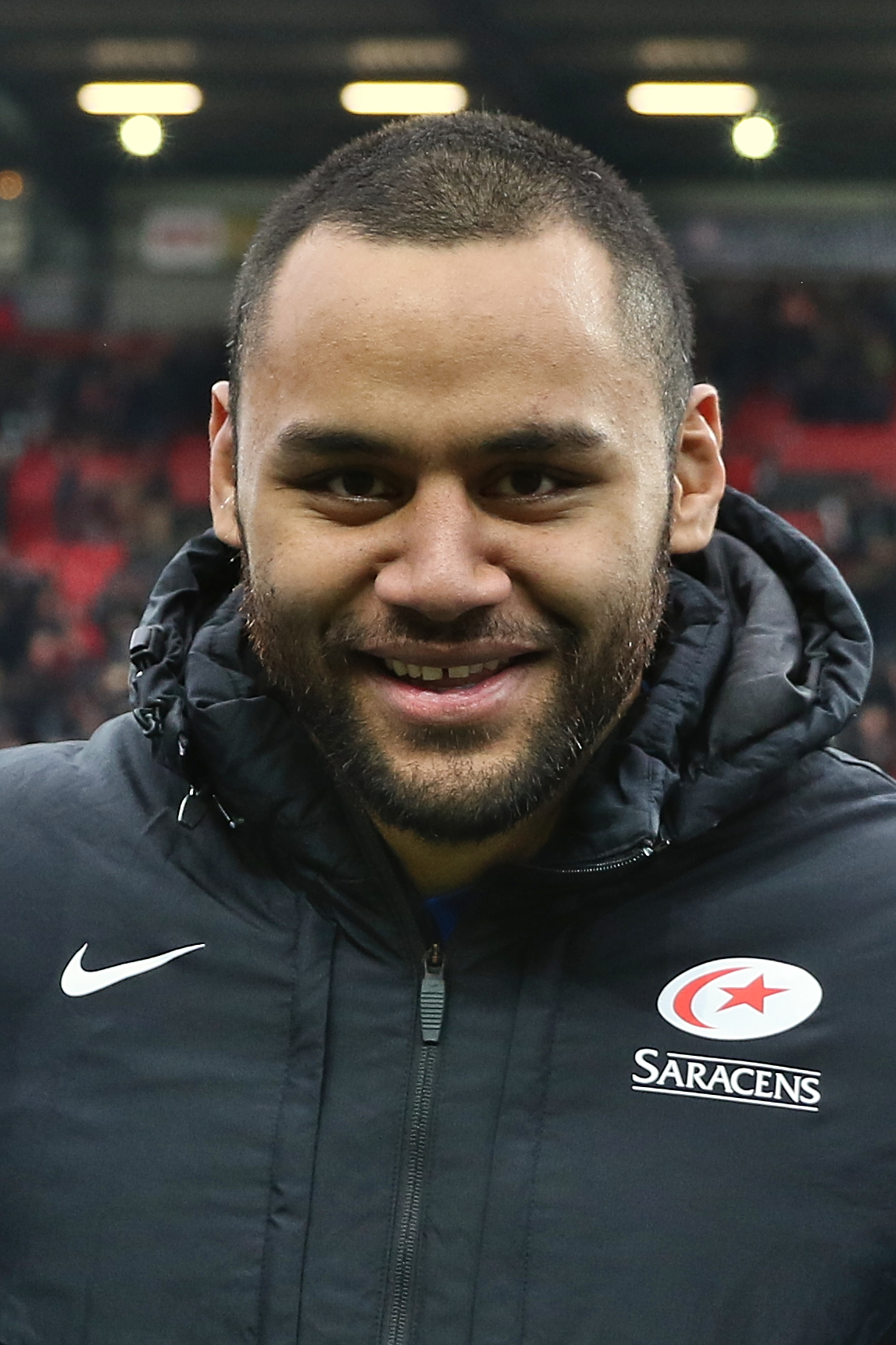
Billy Vunipola (qui nel 2015) miglior elemento della finale

Praticamente senza storia il quarto di finale interno contro Glasgow, chiuso 14-3 nel primo tempo e 38-13 al fischio finale, e quasi mai in discussione neppure la semifinale a Dublino contro Munster, dominata 26-3 all'80' quando gli irlandesi andarono in meta per ridurre il passivo a 16 punti, 10-26.

## La finale
Affidata per il terzo anno di fila al gallese Nigel Owens, che nell'occasione raggiunse la sua centesima partita di Champions Cup diretta, la gara per il titolo di scena a Murrayfield vedeva Clermont alla sua terza finale in quattro anni e in cerca della sua prima vittoria, laddove il Saracens, anch'esso alla sua terza finale ma consecutiva, vantava una sconfitta e la conquista del titolo nell'edizione precedente.
L'inizio fu di marca inglese, con le mete di Ashton e Kruis (trasformazione di Farrell) che portarono Saracens avanti 12-0 dopo venti minuti di gioco; Clermont tuttavia si rimise in carreggiata pochi minuti più tardi, quando Lamerat, su una touche ai cinque metri, raccolse un passaggio di Rougerie e toccò in meta, che Parra trasformò per il 12-7 con cui la partita andò all'intervallo.
Dopo un calcio piazzato di Farrell, praticamente regalato da Clermont per un fallo semigratuito ai cinque metri, i francesi rientrarono in partita con una meta di Abendanon, che Parra trasformò per il 14-15 con ancora 28 minuti da giocare: a Farrell dalla piazzola rispose Parra e a tre quarti di gara la situazione vedeva Saracens condurre di un solo punto, 18 a 27.
A 8 minuti dalla fine Alex Goode trovò il break che spezzò la partita e portò Saracens, con la trasformazione di Farrell, avanti 25-17; a due minuti dal fischio di chiusura ancora Farrell mise tre punti che chiudevano definitivamente l'incontro e davano al Saracens il secondo titolo europeo consecutivo.
L'inglese Billy Vunipola, protagonista in almeno due delle tre marcature dei Saracens, fu nominato Most Valuable Player della finale.

## Tabellino dell'incontro
| Arbitro: | Nigel Owens |

| |              | |
| Lamerat 26’ Abendanon 51’ | mt           | 12’ Ashton 21’ Kruis 72’ Al. Goode |
| Parra 26’, 51’ | tr           | 21’, 72’ Farrell |
| Parra 60’ | c.p.         | 50’, 57’, 78’ Farrell |
| · 71’ Spedding · Strettle · 54’ Rougerie · Lamerat · Abendanon · Lopez · 75’ Parra · 23’ 26’ 54’ Chaume · 67’ Kayser · 74’ Zirakašvili · Iturria · 46’ Vahaamahina · Chouly · 61’ 64’ 66’ Yato · 64’ 66’ Lee | Formazioni   | · Al. Goode · C. Ashton · Bosch · Barritt 54’ · Wyles 79’ · Farrell · Wigglesworth 79’ · M. Vunipola 77’ · George 51’ · Koch 79’ · Itoje 79’ · Kruis · Rhodes · Wray 61’ · B. Vunipola |
| · 23’ 26’ 54’ Falgoux · 46’ Jedrasiak · 54’ Penaud · 61’ Lapandry · 67’ Ulugia · 71’ P. Fernández · 75’ Radosavljevic · 77’ A. Jarvis                                                                        | Sostituzioni | · Brits 51’ · D. Taylor 54’ · Burger 61’ · Lamositele 77’ · Hamilton 79’ · Lozowski 79’ · P. du Plessis 79’ · B. Spencer 79’                                                           |
| Franck Azéma | Allenatori   | Mark McCall |